# SC Baden-Baden
SC Baden-Baden is een Duitse voetbalclub uit Baden-Baden, Baden-Württemberg. 

## Geschiedenis
De club werd in 1902 opgericht als FV Baden-Baden. Nadat de club in 1919 fuseerde met FC Olympia 1904 werd de naam SpVgg Baden-Baden aangenomen. Vanaf 1923/24 speelde de club in de Kreisliga Südbaden, de tweede klasse van de Bezirksliga Württemberg-Baden. Na een seizoen in de middenmoot werden ze in 1925 tweede achter Offenburger FV. De volgende jaren eindigde de club in de middenmoot. Na het seizoen 1932/33 werd de competitie hervormd. De NSDAP voerde de Gauliga Baden in als nieuwe hoogste klasse en hiervoor plaatste de club zich niet, maar wel voor de Bezirksliga Baden waardoor ze wel in de tweede klasse bleven. 
Na de Tweede Wereldoorlog fuseerde de club met VfB 1920 Baden-West tot Stadtauswahl Baden-Baden en in 1946 werd de huidige naam aangenomen. VfB Baden-West had van 1926 tot 1933 ook in de tweede klasse gespeeld zonder succes. Na de hervorming van 1933 belandde de club in de derde klasse, verdere resultaten zijn niet bekend. 
Van 1950 tot 1977 speelde de club met uitzondering van seizoen 1958/59 in de Amateurliga Südbaden, wat tot 1963 nog de tweede klasse was. In 1962 kwam de club dicht bij promotie naar de hoogste klasse. Anno 2020 is de club weggezakt in de anonimiteit.